# Anarchy Online
Anarchy Online (AO) is een sciencefiction-Massively multiplayer online role-playing game. Het is een van de weinige populaire MMORPG's die in een sciencefiction-setting spelen. De meeste MMORPG's behoren namelijk tot het fantasy-genre. Anarchy Online speelt zich af in het jaar 29457 op Rubi-Ka.

## Verhaal
Het verhaal van Anarchy Online gaat over het conflict tussen Omni-Tek en de Rebellen. Deze groeperingen vechten voor de controle over Rubi-Ka. Een derde groep heeft besloten geen kant te kiezen en neutraal te blijven. Dit conflict is al duizenden jaren bezig. De hele tijd door is het vrede, oorlog, vrede, oorlog. Maar er zijn al grotere conflicten tussen Omni-Tek en andere volken geweest om de controle van Rubi-Ka.
Rubi-Ka, een planeet die helemaal nutteloos lijkt, is toch niet zo nutteloos vanwege het mineraal notum. Omni-Tek, die het enige recht heeft om notum te verkopen, was er de baas over voor vele jaren. Ze ontdekten dat notum de sleutel is tot perfecte nanotechnologie. Het lijkt wel magie. Het kan ijs en vuur maken, wonden helen, mensen een schild geven, hun lichaam verstevigen, en zelfs uit de dood op laten staan.
Door de slechte controle over Rubi-Ka was het originele volk grotendeels vrij om te doen wat ze wilden. Omni-Tek verzorgde de bevolking eerst goed. Maar na duizenden jaren veranderde het regime in een dictatuur. Sommigen rebelleerden en stalen in het geheim notum om zo Omni-Tek te saboteren. Dit zorgde voor een oorlog tussen Omni-Tek en de Rebellen.

## Karaktercreatie
Als je een karakter in Anarchy Online maakt kan je kiezen uit vier rassen en veertien beroepen. Alle combinaties zijn mogelijk, maar je kan ze niet veranderen. Het is echter wel mogelijk om van groepering te veranderen. Dit heeft echter zijn prijs.
De groep waar je bij zit heeft invloed op de kosten en het profijt als je dingen gaat kopen en/of verkopen. Ook heeft het invloed op het start-stadje en welke gebieden je in mag gaan zonder door wachters of andere spelers te worden aangevallen.
Het ras heeft invloed op hoe duur het is om de statistieken van je karakter te verbeteren. Maar ook hoe hoog elke vaardigheid kan komen, en hoe efficiënt je wordt genezen.
Rassen:
Atrox - Dit zijn grote lompe wezens. Ze hebben veel health (Stamina) en wapenskills (Strength). Ze hebben echter weinig intelligentie waardoor ze vaak tekortkomen voor nano skills.
Solitus - Dit zijn de normale mensen. Ze hebben een allround profiel en zijn voor alle beroepen geschikt.
Opifex - Dit zijn kleine mensen, ze blinken uit in hun snelheid (Agility) en zicht (Sense). Met name voor Agents en Fixers geschikt.
Nanomage - Dit moet je zien als een wizard. Ze blinken uit in intelligentie en psychic. Hiermee hebben ze hoge nano skills waardoor ze de beste Nanos gemakkelijk kunnen uitvoeren. Ze hebben echter weinig Health. Beste keus voor Nano Technician.
Het is echter niet het ras, maar het beroep dat de grootste invloed heeft op je karakter.
Je beroep heeft invloed op de kosten van je vaardigheden en het maximale niveau van je vaardigheid. Ook je keuze van spreuken wordt beperkt door je beroep. Dit zorgt ervoor dat je als solospeler nooit het maximale uit je karakter zal kunnen halen.
Net als bij andere MMORPG's krijg je ervaringspunten door tegenstanders te verslaan en door missies te doorstaan. Als je een bepaald aantal ervaringspunten hebt dan ga je een niveau omhoog. Dit betekent niet dat je altijd sterker hoeft te zijn dan iemand op een lager niveau: het spel is namelijk gebaseerd op je vaardigheden. Bij elk niveau krijg je een aantal punten erbij om je vaardigheden te verbeteren. Er zijn 85 vaardigheden, dus zijn er heel veel mogelijkheden om je punten te gebruiken.

## Beroepen

### Adventurer
Adventurers hebben een balans tussen wapens en nanotechnologie met een groot begrip van de natuur, wat hen de mogelijkheid geeft om zichzelf en anderen te transformeren in verschillende dieren. Ze zijn getraind om met pistolen en zwaarden te werken. Meestal dragen ze ze ook twee wapens. Ook heeft hij de mogelijkheid om te genezen.

### Agent
De agent is een beroep dat van een afstand aanvalt. Hij gebruikt vermommingen en stealth. Ze hebben de mogelijkheid om tijdelijk zichzelf te vermommen als iemand van een ander beroep, en kunnen dus items gebruiken die anders niet kunnen. Ze zijn echte snipers. Hun special heet "Aimed Shot" hiermee kunnen ze grote schade aanrichten.

### Bureaucrat
Bureaucrats gebruiken nanoprogramma's om tegenstanders te vertragen, te verhinderen en een of meerdere tegenstanders tegen te houden. Ook gebruiken ze nanoprogramma's om direct schade te doen, ze kunnen ook een robotbediende maken en maximaal twee vijanden mind-controllen die doen wat de bureaucrat wil. Om het stereotype imago van hun beroep aan te spreken hebben ze de beschikking over formele pakken, aktetassen en koffieautomaten. Voor sommige is het belangrijkste het vermogen om voor het hele team de "experience gain" te verhogen, dit maakt ze een erg gewild teamlid

### Doctor
Doctors zijn de beste genezers in het spel. Ze gebruiken lange-afstand-nanoprogramma's om andere karakters in leven te houden. Zoals tijdelijk health verhogen tot continu health bijvullen. Ze vertragen de aanvallen van tegenstanders en doden hun met hun "damage-over-time" nanoprogramma's. Zij gebruiken meestal pistolen als hun wapen.

### Enforcer
Enforcers zijn frontlijnstrijders met de mogelijkheid om elk meleewapen te dragen. Ze beschermen andere karakters door de aandacht van de vijand op zichzelf te vestigen. Ze beschermen zich met nanotechnologie die hun eigen health en verdediging verhoogt.

### Engineer
Engineers maken, repareren en upgraden hun robots. Ze hebben ook een affiniteit met het maken van wapens, ook om hun teamgenoten naar hun positie te zenden.

### Fixer
Fixers zijn meesters van de vlucht en duistere aanwinsten. Hij is zeer goed in het opvoeren van een karakter zijn rensnelheid en hij bezit de mogelijkheid om karakters in een alternatieve versie van het travel grid (een serie van teleports waarin de speler naar andere steden kan) met meer locaties. In gevecht houdt de fixer zijn vijand op afstand door hun beweging te verhinderen of zijn eigen bewegingsmogelijkheden te vergroten. Terwijl hij dit doet, bestookt hij de vijand ook nog eens met zijn favoriete machinegeweer. Fixers gebruiken ook nanotechnology om van zichzelf een moeilijker doel te maken.

### Keeper
Keepers zijn van origine wezens geborden in de Shadowlands als paladins. Ze beschikken over een groot arensaal aan zwaarden en andere zware scherpe wapens. Ze hebben een zeer groot uithoudingsvermogen en zijn daarom ook veel op het front te vinden. Keepers hebben de beschikking over veel offensieve capaciteiten waarmee ze snel veel schade aan kunnen richten. Ze zijn daarnaast een van de meesters op het gebied van Aura's hiermee voorzien ze spelers in hun team met extra Health en Nano regeneration.

### Martial Artist
Martial Artists ofwel MA's zijn de meesters van de vuistgevechten en high kicks. Ze beschikken over enorme slagkracht.
Vanwege hun snelheid zijn ze ook goed in staat om aanvallen van vijanden te ontwijken. Ze zijn specialist in het "critten" van hun tegenstanders, dit houdt in dat ze met één klap drie- tot viermaal de normale schade aanrichten. MA's zijn goed in staat om zichzelf te healen, dus ze kunnen goed solo aan de slag. De laatste tijd zie je meer MA's die in plaats van vuisten Shen Sticks gebruiken, dit zijn een soort nunckucks.

### Metaphysicist
Metaphysicists zijn de meesters van Nano Skills. Ze hebben een aantal "pets" die met ze mee reizen. Deze pets helpen de Metaphysicist met aanvallen/verdedigen en healen. Metaphysicist gebruiken hun nano skills om vijanden als het ware leeg te zuigen. Onlangs hebben ze een zeer goed wapen gehad waarmee ze naast Nano skills ook met een soort kruisboog achtig wapen schade aan kunnen richten.

### Nanotechnician
Nanotechnicians zijn de meesters van Nano damage. NT's gebruiken geen zwaarden of guns, nee ze gebruiken hun nano's om gigantische schade aan te richten. Nukes worden dit ook wel genoemd. De NT zal eerst de vijand moeten verlammen door ze te laten verstijven. Daarna de Nukes casten en de health van de vijand zal vrij vlot naar 0 gaan.

### Shade
Shades zijn de beste damage dealers van het spel. Ze zijn strikt aangewezen op hun kleine zwaarden waarmee ze zeer snel veel schade aan kunnen richten. Shades zijn niet in staat om reguliere implants te gebruiken om hun stats te buffen. Ze gebruiken op die plekken spirits. Daarnaast zijn er een hoop items in game die niet door shades gedragen kunnen worden.

### Soldier
Soldiers zijn strijders op het front. Ze dragen grote Assault Rifles en richten grote schade aan. Ze dragen de beste armors welke ze voorzien van goede bescherming tegen vijanden. Soldiers hebben de beschikking over een schild (Mirror Shield) waarmee ze gedurende maximaal 1.20 minuten praktisch ondschendbaar zijn. Daarnaast beschikken ze continue over een reflect shield waarmee ze een bepaald percentage van de schade terug kaatsten naar de vijand.

### Trader
Traders stelen als het ware de skills van hun tegenstanders en versterken zo hun eigen kunnen of dat van hun medestanders. Ook zijn ze experts in het kopen aan lage prijzen en verkopen aan hoge prijzen in hun eigen winkel terminal. Ze hebben ook een heel arsenaal aan nano-programma's om de tegenstanders te beperken in hun beweging of kunnen de vijand volledig kalmeren om zich zo op een ander doelwit te fixeren.

## Spelervaring

### Missies
Missies zijn taken die de speler moet uitvoeren in een willekeurig gegenereerd gebied, enkel toegankelijk voor de speler zelf. Dit zorgt er niet alleen voor dat iedere missie anders is, maar ook dat de speler zelf de missie tot een goed einde zal moeten brengen. Het is ook mogelijk om in teams samen te werken en team missies te doen. Deze zijn over het algemeen wel een pak moeilijker.

### Handelen
Hoewel veel voorwerpen te behalen zijn door het voltooien van missies zal je soms toch enkele voorwerpen zelf moeten maken. Dit proces van zelf voorwerpen maken heet tradeskilling. De speler voegt hiervoor twee voorwerpen samen om zo een nieuw voorwerp te maken. Dit proces gebeurd meestal in meerdere stappen waarbij iedere stap een andere vaardigheid vereist. Het is daarom bijna onmogelijk voor een speler om in zijn eentje een afgewerkt voorwerp te maken vertrekkende van de grondstoffen. Er wordt dan ook vaak gehandeld in onafgewerkte producten.

### Sociaal
Alhoewel je Anarchy Online in je eentje kan spelen komt de echte kracht uit de teams. Zo versterken de meeste beroepen elkaar en zal een team sterkere vijanden kunnen verslaan en zo meer ervaring verdienen. Ook voor voorwerpen te vervaardigen is dikwijls de hulp van andere spelers nodig.
Anarchy Online heeft echter ook een heel arsenaal voorwerpen/mogelijkheden speciaal voor de RPG fans onder ons. Zo zijn er verschillende kledinglijnen, ontmoetingsplaatsen en emoties voorhanden om samen een gezellige avond onder medespelers door te brengen zonder steeds te moeten vechten.